# 모건 테일러
프레드릭 모건 테일러(Frederick Morgan Taylor, 1903년 4월 17일 ~ 1975년 2월 26일)는 미국의 허들 선수이다.
아이오와주 수시티에서 태어나 그리넬 단과 대학교에서 육상과 미식축구 선수로서 활약하였다. 1924년 하계 올림픽 선발 시합에서 400m 허들의 세계 기록을 깨면서 우승 후보로 올라갔다. 올림픽에서는 금메달을 획득하는 데 1.4초 차이로 자신의 세계 기록을 다시 깼다. 그러나 허들을 무너뜨린 이유로 세계 기록 보유자가 될 수 없었다. 2위로 들어온 선수는 실격당하고 은메달을 딴 3위로 들어온 선수가 세계 기록 보유자가 되었다.
1928년과 1932년 올림픽에도 나왔지만, 양 경기에서 동메달에 그쳤다. 그의 세 번째 올림픽에서는 개막식에서 기수로서 명예를 얻었다.
1951년에는 아이오와 스포츠 명예의 전당, 2000년에는 국립 육상 명예의 전당에 헌액되었다.